# Castello di Weistropp
Il castello di Weistropp (Schloss Weistropp) è un palazzo che si trova presso la chiesa luterana di Weistropp in Sassonia, in Germania, nel territorio di Klipphausen, cittadina del Circondario di Meißen. L'edificio sorge a circa undici chilometri dal centro della città di Dresda. Il palazzo, nel XIX secolo, fu una delle dimore del Duca di Lucca Carlo Lodovico di Borbone, poi Duca di Parma, Carlo II di Parma. A quell'epoca il castello ebbe il suo massimo splendore dato che il Duca risiedeva a Dresda abbastanza spesso conducendo una vita lussuosa ben al di sopra delle proprie pur notevoli possibilità.

## Storia

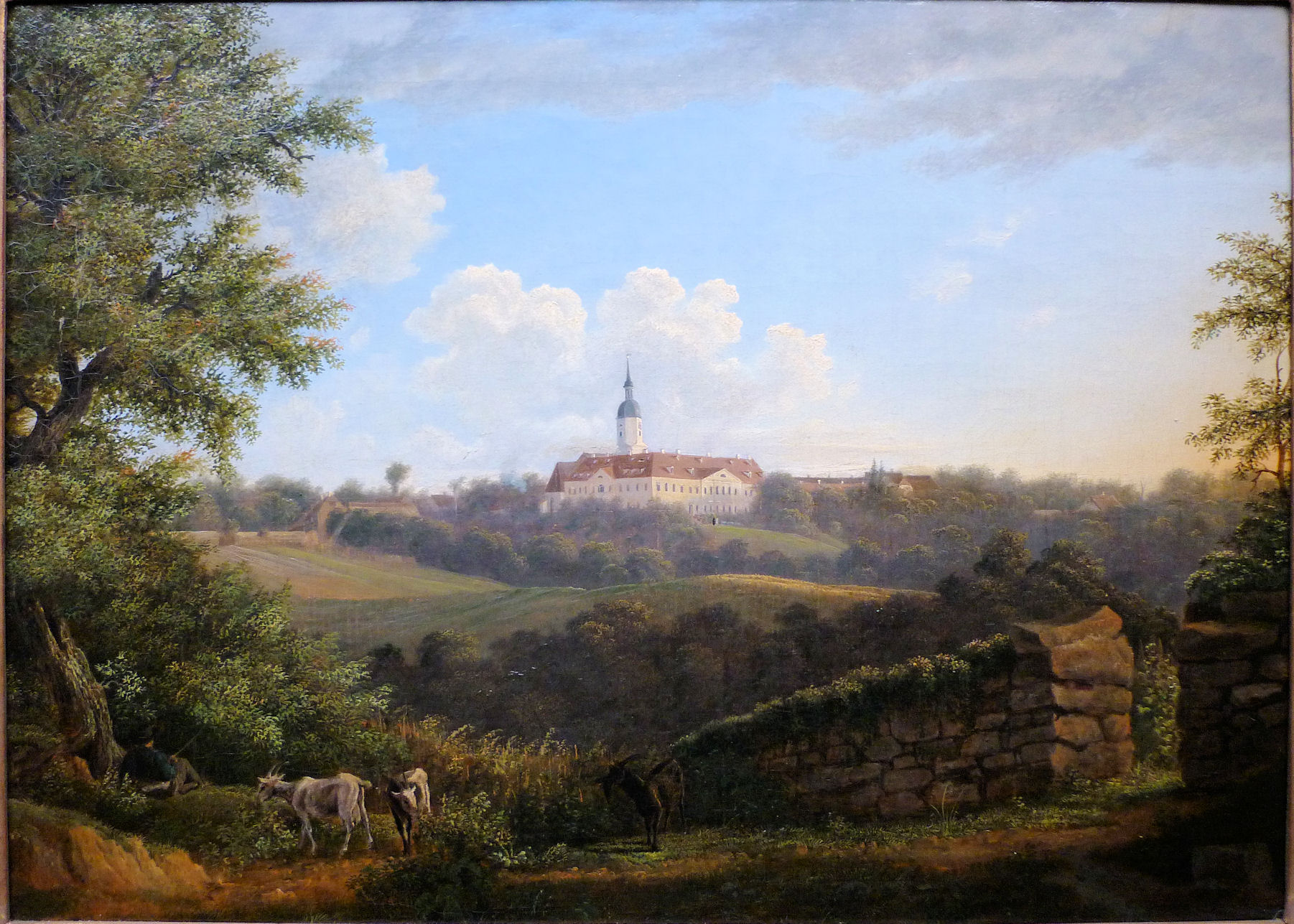
Robert Krause: Schloss Weistropp, 1832

Il castello venne edificato all'inizio del XVII secolo ed ampliato nella seconda metà dello stesso. Dal 1714 l'edificio appartenne ai von Seifertitz che lo rinnovarono in modo importante. Nel 1822 venne acquistato dal console generale e commerciante austriaco Jacob von Krause il quale trasferì nel palazzo la sua notevole collezione d'arte comprendente dipinti e statue di vari autori, tra cui molte di Bertel Thorvaldsen. Il nipote di Jacob, Robert Krause, che era un buon pittore, dipinse nel 1832 una delle più belle vedute del complesso costituito dal castello e dalla chiesa luterana di Weistropp. Nel 1838 i Krause vendettero la proprietà al Duca di Lucca Carlo Lodovico di Borbone. Il palazzo appartenne al Duca anche dopo la sua doppia abdicazione (1847 - 1849) e diventò, assieme a Nizza una delle sue principali residenze. Verso il 1872 Weistropp venne acquistato dalla famiglia Keil, che venne espropriata solo con l'avvento del comunismo nella DDR. Durante il regime comunista nel palazzo furono ospitati uffici comunali, una scuola e varie abitazioni. Al principio del XXI secolo tutta la proprietà si trovava in condizioni di degrado e solo in anni recenti è stata acquistata da una società immobiliare che dopo il restauro ha suddiviso il palazzo in vari appartamenti.